# Perinoia segregata
Perinoia segregata är en insektsart som beskrevs av Jacobi 1921. Perinoia segregata ingår i släktet Perinoia och familjen spottstritar. Inga underarter finns listade i Catalogue of Life.